# Луїза Гелена де Байруш
Луїза Гелена де Байруш (порт. Luiza Helena de Bairros; 27 березня 1953 — 12 липня 2016) — бразильський адміністратор та соціолог. Була головним міністром секретаріату з питань політики расової рівності від 2011 до 2014 року.

## Життєпис
Байруш народилася 27 березня 1953 року у Порту-Алегрі, але політичну кар'єру розпочала у штаті Баїя. На бакалавра вона вчилася у Федеральному університеті Ріу-Гранді-ду-Сул, а магістерський ступінь у соціальних науках отримала від Федерального університету штату Баїя, а докторський — від Мічиганського університету.
Байруш брала участь у проектах Програми розвитку ООН, спрямованих на боротьбу проти расизму. Із 2008 року була секретарем з питань расової рівності штату Баїя, підпорядковувалася губернатору Жаку Вагнеру. 2011 року президент Ділма Русеф запропонувала приєднатися до її уряду.
Байруш померла 12 лютого 2016 року від раку легень.